# L’Hôme-Chamondot
L’Hôme-Chamondot település Franciaországban, Orne megyében. Lakosainak száma 260 fő (2022. január 1.). L’Hôme-Chamondot Tourouvre au Perche, La Ventrouze, Longny les Villages és Charencey községekkel határos.

## Népesség
A település népességének változása:
| Lakosok száma | 264  | 269  | 268  | 257  | 251  | 252  | 252  | 255  | 260  |
|               | 2013 | 2015 | 2016 | 2017 | 2018 | 2019 | 2020 | 2021 | 2022 |